# Periclimenaeus stylirostris
Periclimenaeus stylirostris är en kräftdjursart som beskrevs av Bruce 1969. Periclimenaeus stylirostris ingår i släktet Periclimenaeus och familjen Palaemonidae. Inga underarter finns listade i Catalogue of Life.